# Víctor Blanco de Rivera
Víctor Blanco de Rivera fue un funcionario y político mexicano que se desempeñó como gobernador de Coahuila y Tejas desde el 30 de mayo de 1826 hasta el 29 de enero del año siguiente, y otra vez desde el 17 de agosto de 1827 al 14 de septiembre del mismo año. También se desempeñó como diputado de Coahuila (1823), vicegobernador de Texas (1827) y senador en el Congreso de México (1833-1835). También luchó en la Intervención estadounidense en México (1846-1848). 

## Biografía
Víctor Blanco era ciudadano de Monclova, Coahuila, México y era cuñado de Ramón Músquiz, jefe político del Texas mexicano.
El 8 de septiembre de 1823 se convirtió en el diputado suplente de Coahuila. Nombró a Samuel May Williams como agente para que lo ayudara a elegir un lugar en Texas para establecer una nueva colonia, pero los planes nunca se llevaron a cabo.
Blanco fue nombrado Gobernador de Coahuila y Texas el 30 de mayo de 1826.
Durante su administración en Texas, Blanco rompió un contrato con el coronel Hayden Edwards, jefe de la colonia Edwards, el 23 de agosto de 1826. Edwards y su hermano eran de Kentucky y habían iniciado la colonia de Edwards pero tenían problemas con los mexicanos locales en el territorio. En respuesta al contrato roto, Hayden y Benjamin W. Edwards se levantaron en la Rebelión de Fredonia de 1826, pero fueron derrotados por Blanco.
Promovió el asentamiento estadounidense en el este de Texas. También ordenó la construcción de una desmotadora de algodón en el norte de Coahuila.
Dejó el cargo de gobernador el 27 de enero de 1827.  Poco después, el 4 de julio de 1827, Blanco fue nombrado primer vicegobernador de Coahuila y Texas. Sin embargo, poco después, fue renombrado gobernador del estado,  sirviendo desde el 17 de agosto al 14 de septiembre del mismo año (1827). 
Posteriormente, en 1833, fue nombrado senador en el Congreso mexicano, cargo que volvió a ocupar en 1835. En la legislatura, Blanco tuvo conflictos ideológicos con Stephen F. Austin, ya que se oponía a que Texas rompiera los lazos territoriales con Coahuila y se convirtiera en un estado independiente.
En 1841 Blanco viajó a Monclova y luchó en una campaña militar contra los indígenas. Posteriormente luchó en la Intervención estadounidense en México (1846-48).
Se desconoce la hora y el lugar de su muerte.